# ボールカウント
ボールカウントとは、野球・ソフトボールの試合における投手と打者との勝負に対する判定（ボール・ストライク）の記録である。
単にカウントと呼ばれることも多い。
本項では、1イニングにおけるアウトの数を示すアウトカウントと併せて記載する。

## 概要

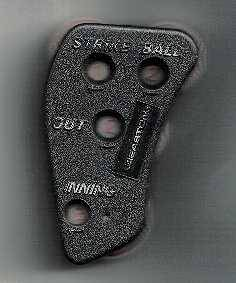
カウントを取るインジケーター

打者はストライクを3回宣告されると三振（第3ストライクがきちんと捕球されなかった場合は即アウトにはならない。振り逃げを参照）、ボールを4回宣告されると四球となる。ボールカウントは、投手と打者の勝負の経過を表すものであり、投手有利か打者有利かを示すバロメーターとなっている。一般的に当該打席で1球目がストライクでありそのまま先行していれば投手有利（2ストライクになると、投手は「追い込んだ」、打者は「追い込まれた」と言われる）、ボールで始まり先行していれば打者有利と言われる。
ボールカウントが「3ボール2ストライク」の時はフルカウントとも表現される。フルカウント後の投球（ボール3つ、ストライクまたはファウル2つの後の6球目）は、俗に“勝負球”と呼ばれる。
野球の試合においてボールカウントの把握はアウトカウントとともに重要であり、野球場のスコアボードや、テレビ・インターネットによる野球中継の画面では、しばしば下の図のように表示されている。
| B●●● S●● O●● | 3ボール-2ストライク 2アウト |

ボールカウント・アウトカウントは、日本の場合は基本的に円形のランプで表し、色をつける場合はボールは緑または青、ストライクは黄、アウトは赤で示すことが慣例となっているが、そのようにしなければならないという規定や根拠となるものはなく、全て同じ色で表示したりすることもある。一方、アメリカ合衆国などでは円形のランプを使用せずに、算用数字でカウントを表現している。

## ボールカウントの順序

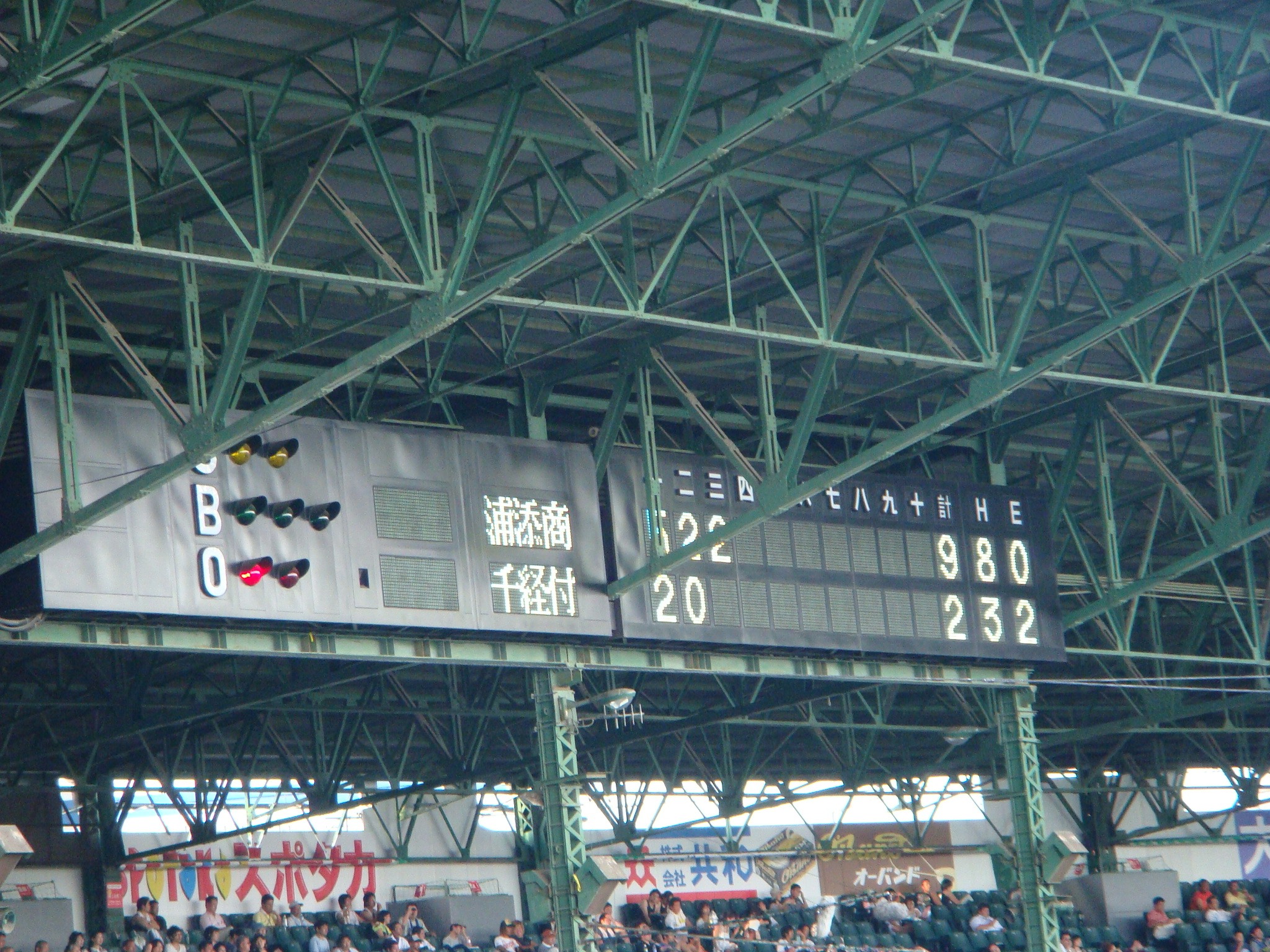
SBO方式で表示されていた頃の阪神甲子園球場のスコアボード（2008年撮影）

国際的に「ボール→ストライク」の順で読み上げる（BSO方式）。読み上げる際には、しばしば英語の数字のみを用いて簡略される。
- 3ボール1ストライクは "three and one" あるいは "a three-one count" と表現され、3-1と表記される。

一方、日本やその影響を受けた韓国や台湾では長く「ストライク→ボール」の順に読み上げてきた（SBO方式）。1996年にハバナで試合を観戦した伊東一雄によると、キューバもこの時点ではストライクを先にコールする方式を採用していた。
- 2ボール1ストライクは、「ワン・ツー」または「ワン・エンド・ツー（=one and two）」と読み上げられていた。
- 0ボールの際は変則的になり、0ボール1ストライクは「ワン・ナッシング」、0ボール2ストライクは「ツー・ナッシング」と読み上げられていた。
- 日本で「ツー・スリー」と言えば、フルカウント（3ボール2ストライク）を表す。後述の読み上げ順変更後も、この表現は引き続き使われることがある。

野球場のスコアボードやテレビによる野球中継の画面も、下の図のようにSBOの順で表示されていた。
| S●● B●●● O●● | 2ストライク-3ボール 2アウト |

### 日本国内での読み上げ順番変更

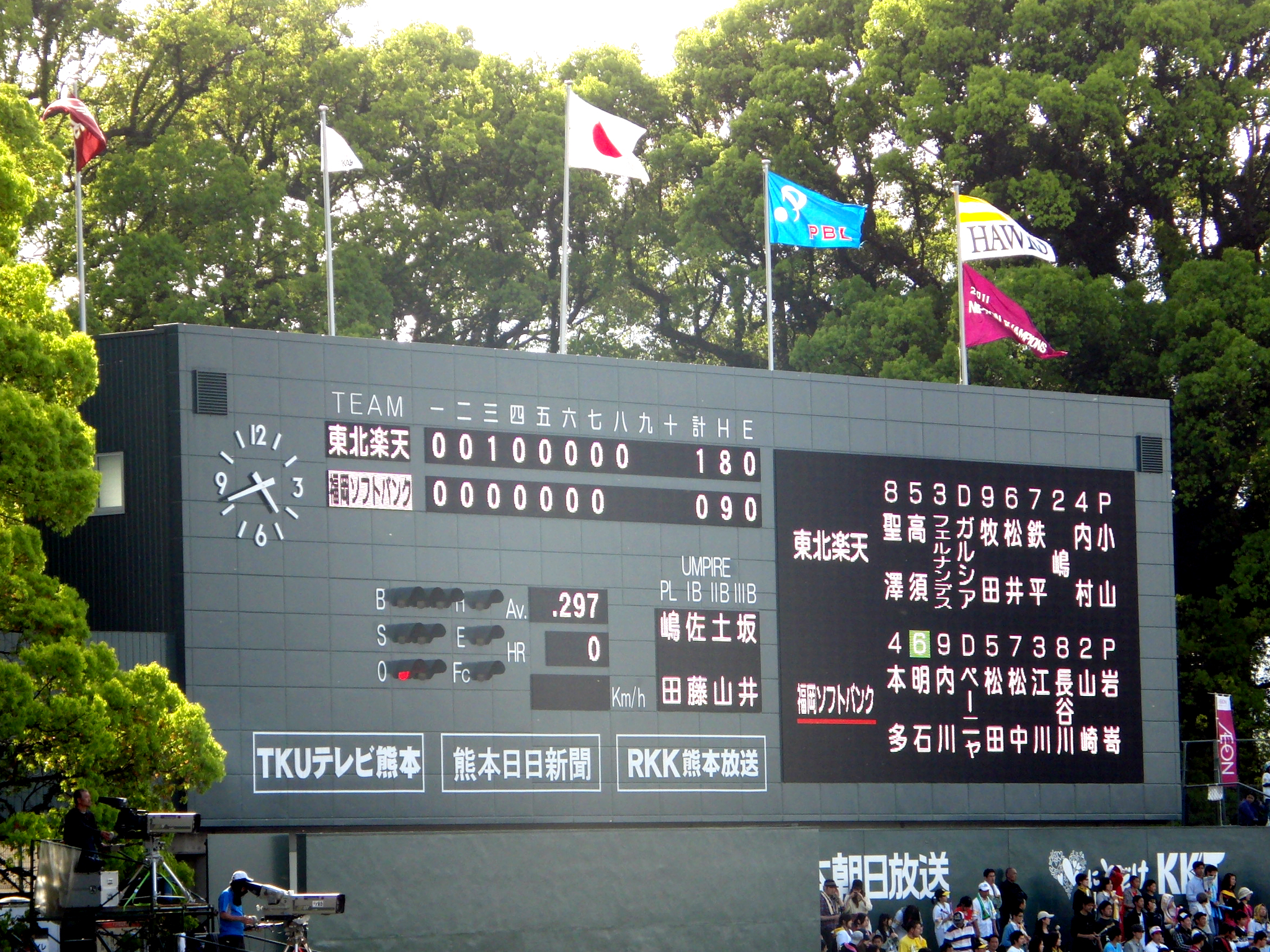
BSO方式に変更された藤崎台県営野球場のスコアボード（2012年撮影）

日本では国際慣習に従い、日本高等学校野球連盟が1997年の選抜大会から、球審がボール→ストライクの順でコールするように変更した（ただし2010年まで、野球場のスコアボードやテレビ中継の画面表示、実況のアナウンスはストライク→ボールの順のままであった）。
NHKは、2000年ごろから大リーグ中継についてボール→ストライクの順で画面表示しており、2008年ごろからはオリンピックやワールド・ベースボール・クラシック、ソフトボールの中継についてもボール→ストライクの順で画面表示している。
日本プロ野球でも2010年からは球審がボール→ストライクの順でコールをすることとした。同年より大学や社会人野球もプロ野球に合わせている。
これを受け、一部新聞や、J SPORTS STADIUM、千葉ロッテマリーンズ球団制作映像（地上波：チバテレ、BS：TwellV）、埼玉西武ライオンズ球団制作映像（地上波：テレ玉、BS：TwellV）は、2010年からボール→ストライクの順に変更され、NHKや民間放送各局の中継も2011年からはボール→ストライクの順に変更された（高校や大学、社会人野球などの中継を含む）。プロ野球本拠地球場のスコアボードでは、2011年シーズン開始までに全ての本拠地球場が「BSO」表記になった。
実況のアナウンスにおける読み上げ方は以下の通りである。
- 2ボール1ストライクは、「ツー・ワン」と略すが、読み上げ順変更に伴う視聴者の混乱を避けるために「ツーボール・ワンストライク」と略さずアナウンスすることもある。読み上げ順変更前によく用いられた「ツー・エンド・ワン（two and one）」のような、「エンド」という言葉を含めた呼び方はされなくなった。
- 2ボール0ストライクは、「ツー・ノー」と略すが、読み上げ順変更に伴う視聴者の混乱を避けるために「ツーボール・ノーストライク」と略さずアナウンスすることもある。なお、読み上げ順変更前には2ストライク0ボールのことを「ツー・ナッシング（two nothing）」と呼んでいたが、2ボール0ストライクのことは「ツー・ナッシング」とは呼ばない。
- 0ボール2ストライクは、「ノー・ツー」と略すが、読み上げ順変更に伴う視聴者の混乱を避けるために「ノーボール・ツーストライク」と略さずアナウンスすることもある。時に「ツーストライク・ナッシング」とも呼ばれる。

## 脚註
1. ↑  伊東一雄、吉川達郎（監修）『メジャーリーグこそ我が人生：パンチョ伊東の全仕事』産経新聞ニュースサービス、2003年、396頁。ISBN 4594041175。
2. ↑  “ボールの次にストライク　プロ野球でコール順を逆に”. 47NEWS. 共同通信社. (2010年1月25日).  オリジナルの2012年7月20日時点におけるアーカイブ。 2017年7月22日閲覧。
3. ↑  “言葉まがじん 野球のボールカウントの表記順”. Astand.  朝日新聞社 (2010年4月1日). 2013年4月25日時点のオリジナルよりアーカイブ。2017年7月22日閲覧。
4. ↑  “野球のボールカウント　ＢＳＯへ”.   日本放送協会 (2011年8月2日). 2018年7月28日閲覧。（アーカイブ）元[リンク切れ]